# بنك مصر (الإمارات)
بنك مصر - الإمارات هو بنك مصري، تأسس سنة 1974 تحت اسم بنك القاهرة، وتم تغيير الاسم عام 2008 ليصبح بنك مصر، يبلغ عدد فروعه خمسة فروع في الإمارات العربية المتحدة، يعمل بنك مصر - الإمارات في مجال الاستثمار، التجارة، بطاقات الائتمان، خدمات مالية، والتأمين.